# 涂照彦
涂照彦（と しょうげん、1936年12月23日-2007年）は、台湾出身、日本で活動した経済学者。名古屋大学名誉教授。専攻は国際経済論。
日本名・村岡輝三。

## 略歴
台湾雲林県斗六市生れ。1959年台湾大学卒業、1961年に来日、東京大学大学院博士課程修了、1972年「台湾植民地経済の構造と変容」で経済学博士。長崎県立国際経済大学教授、佐賀大学教授、新潟大学教授、名古屋大学教授を務め、2000年定年退官、名誉教授、國學院大學教授。2007年退職。

## 著書
- 『日本帝国主義下の台湾』東京大学出版会 1975
- 『土着と近代のニックス・アセアン 相克と共棲の経済社会』御茶の水書房 1987
- 『NICS 工業化アジアを読む』1988 講談社現代新書
- 『東洋資本主義』1990 (講談社現代新書)
- 『台湾からアジアのすべてが見える』時事通信社 1995
- 『香港・台湾・大中国 「スリーチャイナ」の新世紀が来る?』時事通信社 1997
- 『台湾の選択 両岸問題とアジアの未来』2000 平凡社新書
- 『涂照彦論稿集 第1巻 (環日本海研究)』福村出版 2009
- 『涂照彦論稿集 第2巻 (台湾の経済)』福村出版 2010

### 共編著
- 『現代国際経済 潮流と動態』川田侃共著 日本放送出版協会(NHKブックス)1974
- 『現代の東南アジア経済』梅津和郎共編 晃洋書房 1983
- 『現代国際社会と経済』川田侃共著 御茶の水書房 1983
- 『アジアNIESと第三世界の発展』北原淳共編 有信堂高文社 1991
- 『挑戦する三条・燕 アジアNIES・円高 金属地場産業実態研究調査報告』林華生、山ノ内敏隆共著 野島出版 1991
- 『アジアにおける地域協力と日本』編著 御茶の水書房 1999
- 『アジア・太平洋における台湾の位置』中村勝範,浅野和生共著 早稲田出版 2004